# Oeax lichenea
Oeax lichenea är en skalbaggsart som beskrevs av Duvivier 1891. Oeax lichenea ingår i släktet Oeax och familjen långhorningar. Inga underarter finns listade i Catalogue of Life.